# Varna-Devnja
Varna-Devnja (bulgariska: Варна-Девня) är en kanal i Bulgarien.   Den ligger i regionen Oblast Varna, i den östra delen av landet, 400 km öster om huvudstaden Sofia.
Omgivningarna runt Varna-Devnja är en mosaik av jordbruksmark och naturlig växtlighet. Runt Varna-Devnja är det mycket tätbefolkat, med 1 018 invånare per kvadratkilometer.